# Yum
YUM (Yellowdog Updater, Modified) — открытый консольный менеджер пакетов для дистрибутивов Linux, основанных на пакетах формата RPM (RedHat, CentOS, Fedora, Oracle Linux). Позволяет облегчить работу с обновлениями дистрибутивов, отслеживая взаимозависимости между пакетами. Распространяется под лицензией GNU GPL-2.0-or-later. Первоначально проект был разработан программистом Seth Vidal и группой волонтёров. Для работы с YUM используется интерфейс командной строки, однако существуют надстройки, предоставляющие графический интерфейс для функциональности YUM.
YUM позволяет системным администраторам и пользователям настроить автоматизированные обновление ПО и разрешение зависимостей. Для этого используется ряд инструментов, таких как yum-updatesd, yum-updateonboot, yum-cron, PackageKit. Как и Advanced Package Tool (система APT) из дистрибутивов класса Debian, менеджер YUM работает с репозиториями (наборами) пакетов от производителя дистрибутива или от сторонних авторов. Возможно создание локальных или офлайновых копий репозиториев, либо доступ к ним через сетевое Интернет-соединение.
В своем внутреннем устройстве YUM зависит от приложения RPM и использует формат RPM-пакетов. Пакеты обычно имеют криптографические подписи (MD5-хеш и «digisig») для подтверждения того, что данный файл был подготовлен определенным автором (однако метаданные не подписывались до начала 2010-х годов). Приложение YUM реализовано как набор библиотек на языке программирования Python и несколько приложений командной строки. Среди графических интерфейсов к YUM — YUM Extender (yumex).
В Fedora 18-й версии началось внедрение более быстрого форка yum под названием «DNF», с 20 версии он мог использоваться вместо yum, а в 22 версии весной 2014 года произошел переход от YUM в пользу dnf. DNF был создан для улучшения YUM в части производительности, качества разрешения конфликтов зависимостей и для упрощения интеграции с другими приложениями. В то же время, в версию YUM 4 2017 года были перенесены многие возможности DNF, в том числе, ускоренное разрешение зависимостей.

## Возможности
YUM представляет собой оболочку для RPM, обеспечивающую работу с репозиториями. Был создан для решения следующих задач:
- поиск пакетов в репозиториях
- установка пакетов из репозиториев
- установка пакетов из .rpm-файлов, с удовлетворением зависимостей с помощью репозиториев
- обновление системы
- удаление ненужных пакетов
- даунгрейд пакетов[17]

## История
В 1999—2001 году был разработан менеджер Yellowdog UPdater (YUP) в компании Terra Soft Solutions в качестве основы для графического инсталлятора дистрибутива Yellow Dog Linux.
Позже, в целях управления системами Red Hat Linux в университете Дьюка, сотрудники физического факультета Seth Vidal и Michael Stenner полностью переписали YUP, создав Yellowdog Updater, Modified, сокращенно "YUM". Seth Vidal продолжил работу над программой до 2013 года.
В 2003 году Robert G. Brown (университет Дьюка) опубликовал документацию по YUM. В дальнейшем ряд дистрибутивов начали использовать YUM, в том числе Fedora, CentOS и другие, построенные на основе RPM. На YUM также перешел Yellow Dog Linux. Оригинальная утилита YUP в последний раз обновлялась в 2001 году. К 2005 году менеджер YUM использовался примерно на половине рынка Linux-дистрибутивов, и в 2007 году 2007 YUM признавался наиболее популярным менеджером для RPM дистрибутивов.
Приложение YUM устраняло ряд видимых недостатков старого менеджера APT-RPM, и ограничения оригинального менеджера пакетов up2date из состава Red Hat. В вышедшей в 2007 году версии Red Hat Enterprise Linux 5 менеджер up2date был заменен на YUM. Некоторые авторы называют пакет «Yellowdog Update Manager» или предлагают расшифровку «Your Update Manager».
Знание команд YUM часто является требованием для получения сертификатов по администрированию Linux.
Пакет YUM распространяется под условиями GNU General Public License, что позволяет свободно распространять приложение и его модификации.

## Расширения

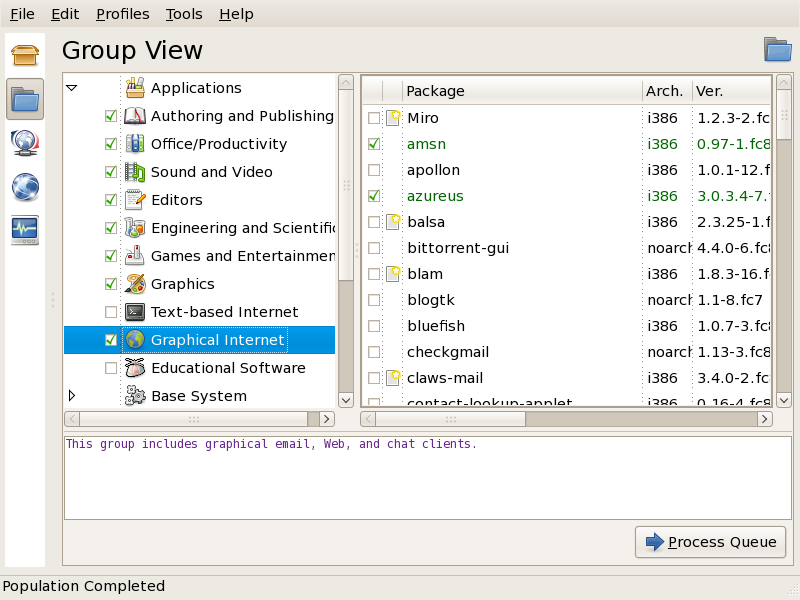
Внешний вид приложения Yum Extender (yumex) — графической оболочки для YUM.

В версии 2.x YUM был добавлен интерфейс для написания расширений на языке Python. Такие расширения позволяют изменять поведение YUM, ряд плагинов устанавливается по умолчанию. Например, обычно устанавливается пакет yum-utils который содержит команды для работы с YUM API и ряд плагинов.

## Метаданные
Информация о пакетах (в отличие от самих файлов пакетов) в терминологии YUM называется метаданными. В состав метаданных входят списки зависимостей, то есть список других пакетов и их версий, которые необходимы для данного. Корректное заполнение метаданных позволяет избегать «ада зависимостей». Коллекции пакетов и их метаданных организуются в репозитории, основные из них поддерживаются производителем дистрибутива. При помощи отдельной утилиты createrepo возможно создание частных YUM-репозиториев, в которых метаданные указанного набора пакетов собраны в единый XML файл (или в базу метаданных в формате SQLite. Дополнительная утилита mrepo (ранее называлась «Yam») упрощает создание и поддержку репозиториев.
XML-репозитории YUM быстро приобрели популярность для публикации наборов пакетов для дистрибутивов на базе RPM-пакетов. Кроме традиционных RPM дистрибутивов от RedHat (RHEL, Fedora), их клонов (CentOS) и многочисленных менее известных вариаций, репозитории YUM могут использоваться в SUSE Linux 10.1 (менеджер пакетов YaST). Система репозиториев Open Build Service также использует формат YUM XML.
Программа YUM автоматически синхронизирует метаданные через сеть.
Механизмы безопасности, применяемые к метаданным в YUM неоднократно критиковались. В 2015 годах CentOS внедрил подписывание метаданных для основных репозиториев CentOS 6 и CentOS 7, а в 2018 — для всех репозиториев. RedHat традиционно решал проблему при помощи безопасного транспорта.

## Графические оболочки

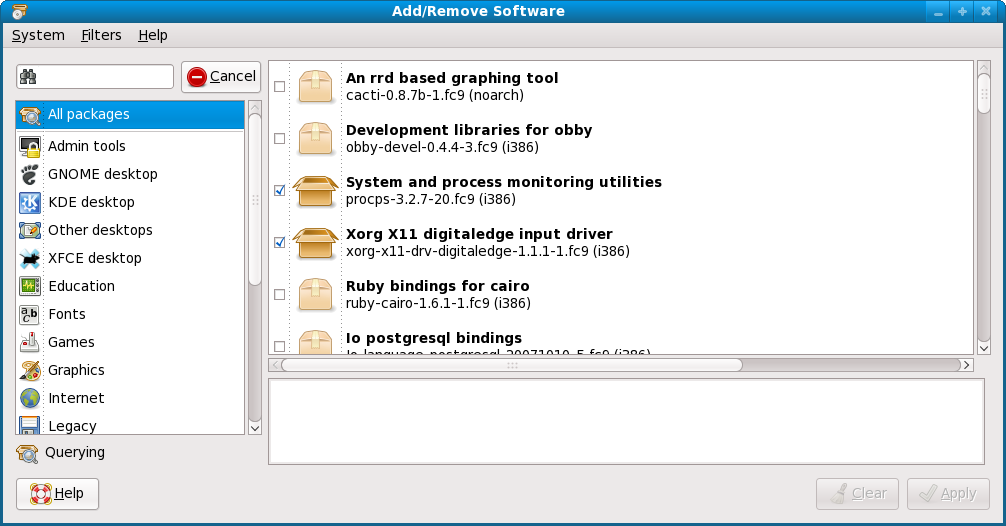
PackageKit — основной графический интерфейс к менеджеру пакетов в ОС Fedora.

- PackageKit[45]: Apper, GnomePackageKit
- Yum Extender